# Vászoly
Vászoly är ett samhälle i provinsen Veszprém i Ungern. Vászoly ligger i distriktet Balatonfüred och har en area på 8,55 km². År 2019 hade Vászoly totalt 258 invånare.